# Pritchardia schattaueri
Pritchardia schattaueri es una especie de palmera originaria del bosque húmedo en las pendientes suaves, del sur del distrito de Kona, Hawái, a 600-800 m de altitud.

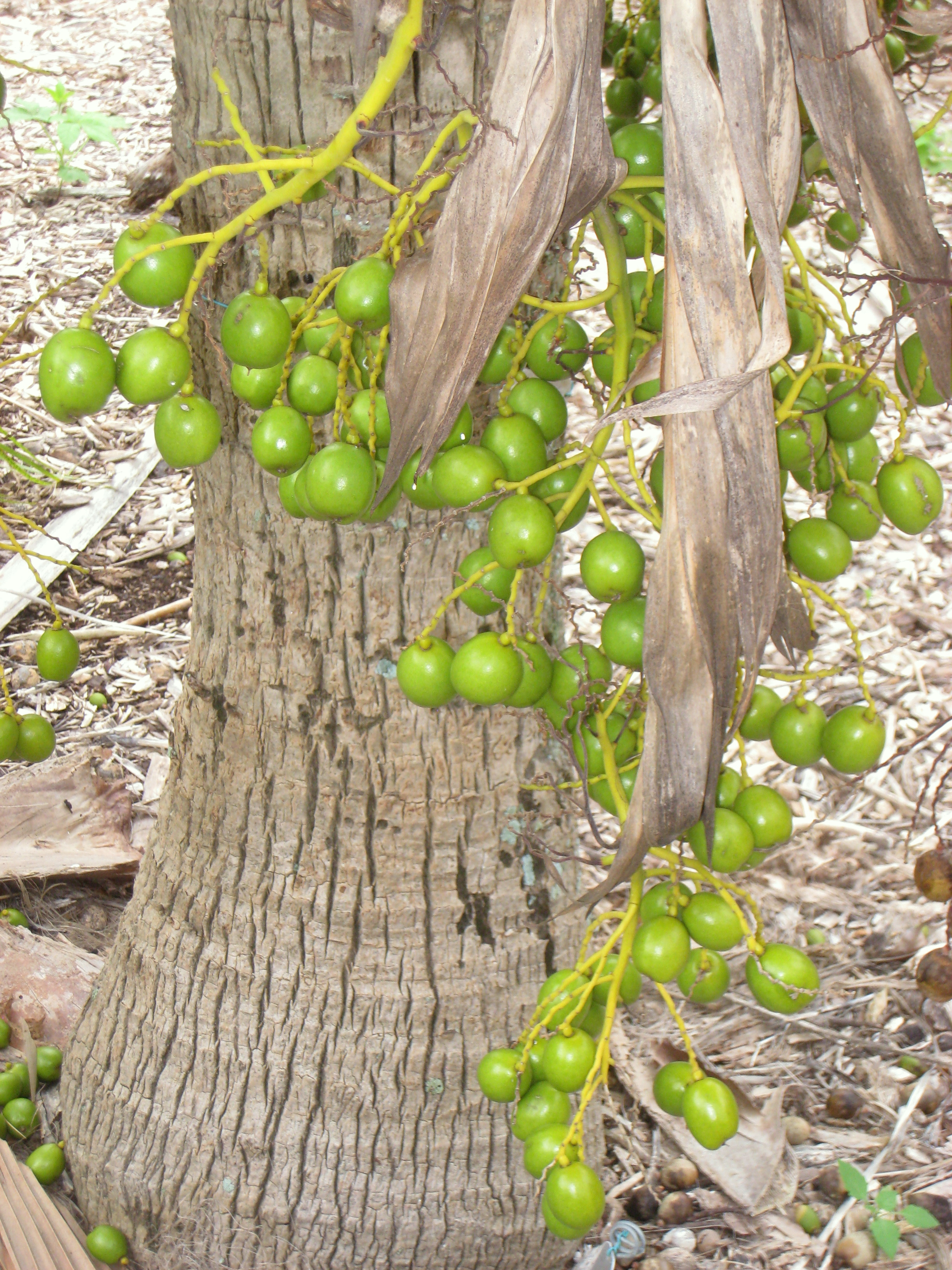
Frutos

## Descripción
Es una palmera que alcanza un tamaño de 25 m de alto; con los márgenes proximales del pecíolo con abundantes fibras; el limbo ondulando ligeramente, de 1/3 a la mitad divididas, inflorescencias compuestas de 1-4 panículas, más cortas o iguales a los pecíolos en flor y fruto, panículas ramificadas de 2 órdenes; frutas de 30-50 mm x 30-40, globosas a obovoides.

## Taxonomía
Pritchardia schattaueri fue descrita por  Donald R. Hodel y publicado en Webbia  3: 137 1910.
Etimología
Ver: Pritchardia